# انهيار أسواق الأسهم العالمية 2020
انهيار سوق الأسهم لسنة 2020 هو انهيار عالمي للسوق المالي بدأ في 20 فبراير، 2020م أثناء جائحة كورونا 2019-20. سقطت المؤشرات: داو جونز، وإس و بي 500، وناسداك-100 إلى حد الدعم في 27 فبراير، أثناء أسوأ أسابيع التداول منذ الأزمة المالية لعامي 2007-08.

## خلفية

### الاسباب
أنهارت سوق الاسهم العالمية خلال جائحة فيروس الكورونا 2019-2020  والتي تعد من أكثر الأوبئة تاثيراً بعد النزلة الاسبانية عام 1918. قد أدى التأثير الأقتصادي لكوفيد-19 إلى تصاعد الخوف والغلق العالمي الأقتصادي الذي بدوره ساعد على أنهيار سوق الاسهم العالمية، على الرغم من إعتقاد الكثيرمن الخبراء إن ذلك ليس إلا عامل محفز وراء الازمة.
في عام 2019 أعلن صندوق النقد الدولي إن الاقتصاد العالمي كان يمر بحالة من الفتور المتزامن للنشاط الاقتصادي التي وصلت إلى أعلى معدلاتها منذ الازمة المالية 2007-08. كما عانت الأسواق العالمية من تدهور حاد في النشاط التصنيعي مما أثر سلباً على سوق الأستهلاك.  قد وصل النمو العالمي إلى ذروتة في 2017، حين أظهر الناتج الصناعي هبوط مستدام في أوائل 2018. أعتبر صندوق النقد الدولي «التجارة المتصاعدة والتوترات الجيوسياسية» هما السببان الرئيسيان للغلق الاقتصادي منوهً إلى بريكست والحرب التجارية القائمة بين أمريكا والصين في كونها السبب الأول للغلق في 2019.
أزدادت مديونية الشركات بشكل كبير خلال الازمة المالية القائمة بعام 2007-08 حيث ارتفعت من 84% للناتج العالمي الاجمالي عام 2009 إلى 92% عام 2019.  كما أرتفعت مديونية الشركات إلى 51 تريليون دولار عام 2019 مقارنة ب34 تريليون دولار عام 2009 في أكبر ثماني دول اقتصادياً – الصين، اليابان، الولايات المتحدة، المملكة المتحدة، فرنسا، المانيا، اسبانيا وإيطاليا. وهناك الكثير من المخاوف عند اصحاب الشركات ذات المستويات العليا من الديون من عدم تمكنهم من رد الفوائد على المدفوعات إلى الدائنون مما قد يدفعهم إلى إعادة الهيكلة. كما توقع معهد التمويل الدولي في 2019 إن الشركات غير المالية ستصبح مديونة ب19 تريليون دولار بدون أستطاعة الأرباح تغطية مدفوعات الفوائد على الدين. وحظر معهد ماكينزي العالمي في 2018 إن الأسواق النامية مثل الهند، الصين والبرازيل هي الأكثر عرضة للخطر حيث إصدرت 25-30% من السندات من شركات ذات خطورة عالية.
أنقلب في أبريل 2019، منحنى العائد الأمريكي، مما أثار الرعب حول حدوث ركود اقتصادي على مستوى العالم في 2020. كما أشار إنقلاب عائد المنحنى الأمريكي والحروب التجارية إلى وجود عمليات بيع وتصفية في سوق الأوراق المالية في مارس 2019 مما أكد على حتمية حدوث ركود اقتصادي. لطالما كان أرتفاع مستويات الدين في الولايات المتحدة والاتحاد الاوروبي يثير القلق لدى علماء الأقتصاد. بالأضافة لذلك، في 2019، تضاعف قلق علماء الأقتصاد خلال فترة فتور النشاط الأقتصادي وحذروا من حدوث «أنفجار للديون» خلال الازمة الأقتصادية التالية.
وصل معدل البطالة في الولايات المتحدة، في أواخر العام 2019، إلى 3.6% وهو أدنى معدل للبطالة منذ الحرب العالمية الثانية. على الرغم من إن معدل البطالة قد نقص بشكل كبير من الفترة 2009-2019 ألا إن معدل عدم المساواة في الدخل قد زاد بشدة. في سبتمبر 2019، أقر مكتب تعداد الولايات المتحدة إلى إن معدل عدم المساواة في الدخل قد وصل إلى أعلى معدلاتة منذ خمسون عام، حيث قد زاد مؤشر جيني من 48.2 في 2017 إلى 48.5 في 2018.

## 10-14 فبراير
في يوم الأثنين، الموافق 10 فبراير 2020، أنهت أسواق الأوراق المالية في آسيا والمحيط الهادئ تعاملتها بزيادة في الأسعار بينما أنهت أسواق الأسهم الأوروبية تعاملتها بعملية من الزيادة والنقصان المتلاحقان في الأسعار، كما أنهت كلاً من مؤشر داو جونز الصناعي، مؤشر نازداك ومؤشر اس&بي 500 تعاملتها بزيادة في الأسعار. كما أرتفعت أسعار النفط ب 1%  بينما أنخفضت الإيرادات على سندات الخزانة الأمريكية ل10 سنوات و 30 سنة إلى 1.54% و 2.02%. وفي الحادي عشر من فبراير، أغلقت أسواق الأوراق المالية في آسيا والمحيط الهادئ وأسواق الأسهم الأوروبية   تعاملتها بزيادة في الأسعار بينما أغلق مؤشر داو جونز الصناعي تعاملتة بثبات في الأسعار بينما حدث زيادة غير مسبوقة في الأسعار في مؤشر نازداك ومؤشر اس&بي 500. بالأضافة إلى ذلك ارتفعت أسعار النفط ب2%  بينما أرتفعت الإيرادات على سندات الخزانة الأمريكية ل10 سنوات و 30 سنة إلى 1.59% و2.05% على التوالى.
وفي الثاني عشر من فبراير،  أغلقت أسواق الأوراق المالية في آسيا والمحيط الهادئ تعاملتها بأنخفاض في الأسعار  بينما انهت أسواق الأسهم الأوروبية تعاملتها بأرتفاع في الأسعار، بينما انهت كلاً من مؤشر داو جونز الصناعي ومؤشر نازداك ومؤشر اس&بي 500 تعاملتهم  بزيادة غير مسبوقة في الأسعار. بالأضافه لذلك ارتفعت اسعار النفط ب1% بينما أرتفعت الإيرادات على سندات الخزانة الأمريكية ل10 سنوات و 30 سنة إلى 1.63 % و 2.09% على التوالى. وفي الثالث عشر من فبراير، أغلقت أسواق الأوراق المالية في آسيا والمحيط الهادئ تعاملتها بزيادة في الأسعار بينما انهت أسواق الأسهم الأوروبية تعاملتها  بأنخفاض في الأسعار مع زيادة في اسعار النفط ولكن انخفضت الإيرادات علي سندات الخزانة الأمريكية ل10 سنوات و 30 سنة إلى 1.58%& و 2.04% على التوالى. كما خفض بنك المكسيك سعر الفائدة على الأموال التي يتم أقتراضها واستردادها بين البنوك  في السوق الليلية بخمسة وعشرون نقطة. وفي الرابع عشر من فبراير،  أنهت أسواق الأوراق المالية في آسيا والمحيط الهادئ تعاملتها بزيادة في الأسعار بينما أنهت أسواق الأسهم الأوروبية تعاملتها بعملية من الزيادة والنقصان المتلاحقان في الأسعار كما أنهت كلاً من مؤشر داو جونز الصناعي، مؤشر نازداك ومؤشر اس&بي 500 تعاملتهم بزيادة في الأسعار. وتمتعت أسعار النفط بحالة من ثبات  في الأسعار  بينما أنخفضت الإيرادات على سندات الخزانة الأمريكية ل10 سنوات و 30 سنة إلى 1.58% و 2.03% على التوالى.

## 17-21 فبراير
في يوم الأثنين، الموافق 17 من فبراير،  أنهت أسواق الأوراق المالية في آسيا والمحيط الهادئ تعاملتها بأنخفاض في الأسعار بينما انهت أسواق الأسهم الأوروبية تعاملتها بأرتفاع في الأسعار بينما أغلقت أسواق الأسهم الأمريكية في حالة من الترقب احتفالاً بيوم الرؤساء الأمريكي. كما حدث انخفاض بسعر النفط  وأنخفضت الإيرادات على سندات الخزانة الأمريكية ل10 سنوات إلى 1.59%. وفي الثامن عشر من فبراير، انهت أسواق الأوراق المالية في آسيا والمحيط الهادئ تعاملتها بزيادة في الأسعار  بينما أنهت أسواق الأسهم الأوروبية،  مؤشر داو جونز الصناعي، مؤشر نازداك ومؤشر اس&بي 500 تعاملتهم بأنخفاض في الأسعار. كما أرتفع سعر النفط بأكثر من 2%  وأنخفضت الإيرادات على سندات الخزانة الأمريكية ل10 سنوات و 30 سنة إلى 1.54% و 1.99% علي التوالي. ذلك وأعلن وزير المالية السنغافوري هينج سوي كييات برنامج التحفيز المالي  بقيمة 4.5 بليون دولار أمريكي.
وفي التاسع عشر من فبراير، أنهت كلاً من أسواق الأوراق المالية في آسيا والمحيط الهادئ وأسواق الأسهم الأوروبية تعاملتهم بأرتفاع في الأسعار وذلك بالأضافة إلى مؤشر داو جونز الصناعي، بينما أنهى مؤشر نازداك ومؤشر اس&بي 500 تعاملتهم بزيادة غير مسبوقة في الأسعار. كما أرتفعت أسعار النفط ب2%  وأنخفضت الإيرادات على سندات الخزانة الأمريكية ل10 سنوات و 30 سنة إلى 1.56% و 2.00% على التوالي. بينما خفض كلاً من بنك الشعب الصيني والبنك المركزي لجمهورية تركيا إتفاقية البيع وإعادة الشراء ب10 و 50 نقطة على التوالي وخفض البنك المركزي الأرجنتيني سعر إعادة الخصم  ب 400 نقطة.
وفي العشرون من فبراير،  أنهت اسواق الأوراق المالية حول العالم تعاملتهم بأنخفاض في الأسعار  وأنخفضت أسعار النفط ب1% كما أنخفضت الإيرادات على سندات الخزانة الأمريكية ل10 سنوات و 30 سنة إلى 1.51% و 1.96% على التوالي. كما خفض بنك اندونيسيا سعر الفائدة على الأموال التي يتم أقتراضها وأستردادها بين البنوك في السوق الليلية بخمسة وعشرون نقطة وخفض البنك المركزي البرازيلي متطلبات الأحتياطي في السادس عشر من مارس، من 31% إلى 25% مما يجعلة من المتوقع ضخ 135 بليون دولار أمريكي من المعروض النقدي في الأسواق. وفي الحادي والعشرون من فبراير، أنهت اسواق الأوراق المالية حول العالم تعاملتهم بأنخفاض في الأسعار وأنخفضت اسعار النفط وأنخفضت الإيرادات على  سندات الخزانة الأمريكية ل10 سنوات و 30 سنة إلى 1.45% و 1.89% على التوالي.

## 24-28 فبراير
في يوم الأثنين، 24 فبراير، أنهي كلاً من مؤشر داو جونز الصناعي ومؤشر بورصة الأوقات المالية 100 تعاملتهم بأنخفاض يعادل 3% نتيجة لتفشي فيروس كورونا خارج الصين خلال نهاية الأسبوع. كما أنخفض مؤشر سوق الأسهم أنخفاض حاد حول أوروبا وذلك بعد حدوث أنحدار شديد في اسيا. كما أنخفض مؤشر سوق الأسهم الألماني، الفرنسي والأسباني ب4% وأنخفض مؤشر سوق الأسهم الأيطالي بأكثر من 5%. ذلك وسقطت أسعار النفط بشكل كبير وارتفعت أسعار الذهب بما يعادل 7 سنوات قادمة. وأنخفضت الإيرادات على سندات الخزانة الأمريكية ل10 سنوات و 30 سنة إلى 1.36% و 1.81% على التوالي. وفي الخامس والعشرون من فبراير، أنهت سوق الأسهم تعاملتها حول العالم بأنخفاض في الأسعار كما أنخفضت أسعار النفط إلى أعلى مستوى أنخفاض لها على مدار عام  وأنخفضت الإيرادات على سندات الخزانة الأمريكية ل10 سنوات و 30 سنة إلى 1.30% و 1.80% على التوالي. كما أعلن وزير المالية الاندونيسي سري ميولياني  برنامج التحفيز المالي بقيمة  742 بليون دولار أمريكي.
وفي السادس والعشرون من فبراير، أنهت سوق الأوراق المالية تعاملتها حول العالم بعملية من الزيادة والنقصان المتلاحقان في الأسعار بينما أنخفضت أسعار النفط للمرة الرابعة على التوالي وأنخفضت  الإيرادات على سندات الخزانة الأمريكية ل10 سنوات و 30 سنة إلى 1.30% و 1.80%. وأعلن بنك كوريا تخفيض سعر الفائدة على الأموال التي يتم أقتراضها وأستردادها بين البنوك  في السوق الليلية. وفي السابع والعشرون من فبراير، أنهت كلاً من أسواق الأوراق المالية في آسيا والمحيط الهادئ وأسواق الأسهم الأوروبية  تعاملتهم بأنخفاض في الأسعار يصل إلى 3-5% نتيجة المخاوف العالمية لتفشي فيروس كورونا كما أنهت كلاً من مؤشر داو جونز الصناعي، مؤشر نازداك ومؤشر اس&بي 500 تعاملتهم بأنخفاض غير مسبوق منذ عام 2008.
كما أنخفضت الإيرادات على سندات الخزانة الأمريكية ل10 سنوات و 30 سنة إلى 1.28% و 1.77% على التوالي. وأعلن رئيس البنك المركزي الأوروبي كريستين لاجرد إنة في حين إن البنك المركزي الأوروبي يراقب عن كثب تفشي الوباء فـأن ذلك لن يكون لة تأثير طويل المدى على التضخم المالي.
وفي الثامن والعشرون من فبراير، أنهت سوق الأوراق المالية تعاملتها حول العاالم بأكبر أنخفاض منذ الأزمة المالية ب2008، كما انخفضت أسعار النفط إلى أكبر أنخفاض منذ عام 2009 وأنخفضت الإيرادات على سندات الخزانة الأمريكية ل10 سنوات و 30 سنة إلى 1.12% و 1.30% على التوالي. وأوضح محافظ بنك إنجلترا مارك كارني إن الأقتصاد البريطاني تأثر بشدة من تفشي الوباء لأن عائد كبير من الأقتصاد يعتمد على عائدات السياحة وخطوط إمداد التصنيع الدولية. وأقر رئيس الأحتياطي الفيدرالي جيرموي بويل إن تفشي الوباء يضع النشاط الأقتصادي عرضة لمخاطر كبيرة وإنة سيتم استخدام الأحتياطي الفيدرالي كسياسة نقدية  للمحافظة على ركائز الأقتصاد الأمريكي.وأعلن رئيس الوزراء الماليزي الحالي ماهيثير محمد برنامج التحفيز المالي بقيمة 20 بليون رينغييت ماليزي. في النهاية، منذ 24-28 فبراير،  تراجعت أسواق الأوراق المالية بعدة نقاط. إن التراجع المفأجي في أسواق الأوراق المالية في  اخر شهر فبراير نتيجة للخوف والقلق من أعتبار الصين مصدر صدمة أقتصادية نتيجة لأجراءات العزل التي قامت بها من أجل الحد من تفشي الوباء.

## 2-6 مارس
خلال عطلة نهاية الأسبوع التالية، أعلن محافظ بنك اليابان هاروهيكي هيرودا إن بنك اليابان يسعى لأحداث حالة من الأستقرار في الأسواق ولضخ سيولة عن طريق شراء الأصول والعمليات التجارية في الأسواق كما أعلن شراء بنك اليابان لأصول حكومية بما يعادل 500 بليون ين ياباني. وفي يوم الأثنين الموافق 2 مارس، أنهت  أسواق الأوراق المالية في آسيا والمحيط الهادئ وأسواق الأسهم الأوروبية تعاملتهم بخسائر تعادل خسائر الأسبوع الماضي، وأكتسب ومؤشر اس&بي 500 أرباح بما يعادل 3.9% وأنهى مؤشر ناسداك كومبوسيت تعاملتة بأرباح تعادل 3.7% كما أكتسب مؤشر داو جونز الصناعي 1,126 نقطة جديدة. وأنخفضت الإيرادات على سندات الخزانة الأمريكية ل10 سنوات و 30 سنة إلى 1.03% و 1.62%.
وفي الثالث من مارس، أصدر وزراء المالية للسبع دول المتحدة والمديرين التنفيذين للبنك المركزي بيان مشترك يفيد بأستخدامهم كل الأدوات السياسية اللازمة لمواجهة التأثيرات الأجتماعية والأقتصادية لتفشي الوباء ومن ضمن ذلك أستخدام تدابير مالية لسد احتياجتهم ودعم ثبات سعر العملة والنمو الأقتصادي. في نفس ذلك اليوم، أعلن البنك الاحتياطي الأسترالي والبنك المركزي الماليزي تخفيض سعر الفائدة على الأموال التي يتم أقتراضها وأستردادها بين البنوك  في السوق الليلية ب25 نقطة  كما أعلن البنك الأندونيسي تخفيض متطلبات الأحتياطي من 8% إلى 4% إبتداءً من 16 مارس. كما أعلن وزير المالية الكوري الجنوبي هونج نام-كي ميولياني  برنامج التحفيز المالي بقيمة  11.7 بليون وان كوري.
وفي الثالث من مارس وجراء إعلان بنك المكسيك  تخفيض سعر الفائدة على الأموال التي يتم أقتراضها وأستردادها بين البنوك  في السوق الليلية بشكل أكبر أعلن وزير المالية المكسيكي ارتوروا هريرا جوتيروز برنامج التحفيز المالي من أجل دعم مصروفات الحكومة. كما خفضت اللجنة  الفيدرالية  للسوق المفتوحة سعر الفائدة على الأموال الفيدرالية  ب50 نقطة. وأنهت كلاً من أسواق الأوراق المالية في آسيا والمحيط الهادئ وأسواق الأوراق الأوروبية تعاملتهم بأرتفاع في الأسعار. في الثالث من مارس أنخفضت الأسعار الخاصة  بمؤشر داو جونز الصناعي، مؤشر نازداك ومؤشر اس&بي 500. وأنخفضت الإيرادات على سندات الخزانة الأمريكية ل10 سنوات و 30 سنة إلى 0.91% و 1.60%.
وفي الرابع من مارس، أستمر أرتفاع الأسعار بأسواق الأوراق المالية في اسيا والمحيط الهادى وأسواق الأوراق الأوروبية  كما أرتفع مؤشر اس&بي 500 ب4.2% ومؤشر ناسداك كومبوزيت ب 3.8% وأرتفع مؤشر داو جونز الصناعي ب1,173 نقطة جديدة. كما أنخفضت أسعار النفط وأنخفضت الإيرادات على سندات الخزانة الأمريكية ل10 سنوات و 30 سنة إلي 0.99% و 1.64%على التوالي. وأعلن بنك كندا والسلطة النقدية بالمملكة العربية السعودية تخفيض سعر الفائدة على الأموال التي يتم أقتراضها وأستردادها بين البنوك  في السوق الليلية ب50 نقطة كما أعلن العضو المنتدب لصندوق النقد الدولي كريستالينا جيورجيفا برنامج طارىْ لسد حد الأعتماد بقيمة 500 بليون لمساعدة الأسواق محدودة الدخل وأسواق البلاد النامية لمواجهة خطر أنتشار الوباء.
وفي الخامس من مارس، أنهت أسواق الأوراق المالية في آسيا والمحيط الهادئ  تعاملتها بأرتفاع في الأسعار  بينما أنهت أسواق الأسهم الأوروبية  تعاملتها بأنخفاض في الأسعار، كما أنهت كلاً من مؤشر داو جونز الصناعي، مؤشر نازداك ومؤشر اس&بي 500 تعاملتم بأنخفاض في الأسعار يصل إلى 3%. وأنخفضت الإيرادات على سندات الخزانة الأمريكية ل10 سنوات و 30 سنة إلى 0.91% و 1.54%. كما خفض البنك المركزي الأرجنتيني سعر الخصم الرسمي بقيمة 200 نقطة.وفي السادس من مارس، أنهت أسواق الأوراق المالية حول العالم تعاملتهم بأنخفاض في الأسعار بالأضافة لأنخفاض سعر النفط ب9%  وأنخفضت الإيرادات على سندات الخزانة الأمريكية ل10 سنوات و 30 سنة إلي 0.71% و 1.22%.

### حرب روسيا والسعودية حول سعر النفط
أدى تراجع الحركة الطيران  والسفر وإنخفاض النشاط الأنتاجي بالمصانع  بسبب أنتشار وباء كوفيد-19 حول العالم إلى تراجع الطلب على النفط مما أدى إلى أنخفاض أسعار النفط. في منتصف شهر فبراير، حذرت وكالة الطاقة الدولية إن تراجع الطلب على النفط سوف يصل إلى أعلى مستوياتة منذ 2011. كما أدى التراجع الكبير على طلب النفط من الصين  إلى دعوة أوبك لأجتماع عاجل لمناقشة إمكانية تقليل إنتاج النفط إلى أعلى مستوياتة منذ حرب العراق.
وفي السادس من مارس، وبعد فشل كلاً من روسيا والمملكة العربية السعودية في الوصول إلى اتفاق بشأن تقليل إنتاج النفط، أعلنت كلاً منهما  في السابع من مارس نيتهما لزيادة إنتاج النفط ممما أدى إلى أنخفاض سعر النفط ب25%. وفي الثامن من مارس، أعلنت السعودية نيتها لزيادة إنتاج البترول الخام وطرحة بأسعار مخفضة (6-8 دولار للبرميل) للدول في اسيا، أوروبا وأمريكا رداً على رفض روسيا تقليل إنتاج النفط.وكان النصيب الأكبر من تخفيض سعر البرميل موجة إلى عملاء روسيا في دول شمال غرب أوروبا.
وقبل إعلان السعودية عن نيتها لطرح النفط الخام بأسعار مخفضة، أنخفضت أسعار النفط ب30% منذ بداية السنة كما أنخفضت أسعار النفط مجدداً بنسبة 30 في المئة عقب تصريح المملكة العربية السعودية. برنت كرود، المسئولة عن تثمين سعر ما يقرب من ثلاثة أرباع سعر النفط حول العالم، أختبرت  أعلى أنخفاض في سعر النفط منذ حرب الخليج عام 1991. كما أعلنت، ويسترن تكساس انترميديات، أعلى أنخفاض لسعر البترول منذ فبراير 2016. وصرح بوب ماكلي، إن هذة تعد المرة الأولى التي ينخفض فيها سعر النفط إلى هذا الحد نتيجة للتصادم بين قوة الطلب وقوة الأمداد منذ 1930 و 31.

## 9-13 مارس

### الأثنين الأسود
قبل بداية مؤشر داو جونز الصناعي[بحاجة لمصدر] لتعاملتة بسوق الأوراق المالية، أنخفضت الأسعار ب1300 نقطة نتيجة لأنهيار أسعار النفط وأنتشار فيروس الكوفيد-19 مما أثار حالة من كبح التداول وأدى إلى تعليق التعاملات في سوق الأوراق المالية لمدة 15 دقيقة. ونتيجة لهذا الأنخفاض الهائل في الأسعار، يعد 9 مارس، من أكثر الأيام التي أنخفض فيها مؤشر داو جونز الصناعي  في يوم واحد. وفي يوم التاسع من مارس، عند بداية طرح مؤشر داو جونز الصناعي لتعاملاتة في سوق الأوراق الماية انهارت الأسعار بقيمة 1800 نقطة، 500 نقطة أقل من المتوقع.
كما وصفت جريدة الأخبار الدولية، أنهيار أسعار مؤشر داو جونز الصناعي بأكثر من 2000 نقطة، إنة يعد من أكبر الأنهيارات التي تتم في يوم واحد من التداول. كما أنخفضت أسعار النفط بشركات النفط، شيفرون وأكسون أوبل، بنسبة 15 %. وأنخفض مؤشر ناسداك كومبوزيت بقيمة 620 نقطة. كما أنخفض مؤشر اس &بي 500 ب7.6 %. وأنخفضت أسعار النفط ب22%، كما أنخفضت الإيرادات على سندات الخزانة الأمريكية ل10 سنوات و 30 سنة إلى 0.40% و 1.02%. كما أنخفض مؤشر اس&بي/تي أي اكس كومبوزيت الكندي بأكثر من 10%. كما أنهار مؤشر ايبوفيزا البرازيلي بنسبة 12% لاغياً 15 شهراً من العمل. وأنخفض مؤشر اية اس اكس الأسترالي 200 بقيمة 7.3% كما أنهار مؤشر اف تي اس اية  الأنجليزي بقيمة 7.7% والذي يعد أكبر أنخفاض لة منذ الأزمة المالية ب2008. ذلك وأنخفضت أسعار النفط لشركة بي بية وشيل خلال التداول اليومي بنسبة 20%. وأنخفض مؤشر اف تي اس اية ام أي بية، كاك 40، الداكس بنسبة  11.2 %،8.4 % و 7.9% على التوالي.
وفي عدد من الدول الأسيوية – اليابان، سنغافورة، الفليبين، اندونيسيا أنهارت الأسهم بما يقرب من 20% مما أدخلهم حيز السوق الهابطة. وأنهار مؤشر ناكي 225 الياباني بقيمة 5.1%. كما أنخفضت الأسعار بمؤشر ستريتس تايمز انديكس السنغافوري بقيمة 6.03%. وأنخفضت أسعار مؤشر سي اس أي 300 الصيني ب3%. كما حدث أنهيار حاد بمؤشر بي اس اكس الباكستاني بقيمة 6% أو 2302 نقطة. وأغلق مؤشر كية اس اية 100 تعاملتة بخسائر بقيمة 3.1%.
كما أعلن البنك المركزي الروسي تعليق حركة البيع داخل سوق العملات الأجنبية لمدة 30 يوم. ذلك وطرح البنك المركزي البرازيلي مبلغ بقيمة 3.465 بليون دولار أمريكي بالمزاد العلني بسوق العملات الأجنبية كما رفع بنك المكسيك المبلغ المطروح بالمزاد العلني في سوق العملات لأجنبية من 20 بليون دولار أمريكي إلى 30 بليون دولار أمريكي. بعد إعلان رئيس الوزراء الياباني شينزوا ابي برنامج التحفيز المالي بقيمة 120 بليون دولار إمريكي في الثاني من ديسمبر، أعلن إيضا زيادة قيمة المصروفات الحكومية وأنضم إلية رئيس الوزراء الأندونيسي سري ميولاني.

#### إتيمولوجيا
عندما تصدر هاشتاج# الأثنين الأسود صفحات التواصل الأجتماعي وعلى رأسهم تويتر، سرعان ما تبنت المنظمات العالمية مثل ذا أكونوميست، أسوشيتد برس وياهو فايننس يوكية هذا المصطلح. ولكن جريدة ذا جارديان، أطلقت اسم أثنين التصادم أو الأثنين الأسود 2020 ليكون من السهل التمييز بينة  وبين يوم التصادم 1987.

## 10-11 مارس
أسترجعت الأسهم الأمريكية بعض من خسائرها في اليوم المقبل وأرتفع سعر الأسهم بأكثر من 4%. يعتقد إن ذلك، نتج عن برنامج التحفيز المالي المقترح من الرئيس الأمريكي دونالد ترامب بتطبيق 0% ضريبة للرواتب. ثم أنهارت الأسعار بسوق الأسهم الأمريكية مما أضطر الديجا دخول حيز السوق الهابطة منذ 11 عام وكانت تلك النهاية لأطول سوق صاعدة في تاريخ سوق الأسهم الأمريكية.
وفي العاشر من مارس، أنهت كلاً من مؤشر داو جونز الصناعي، مؤشر نازداك ومؤشر اس&بي 500 تعاملتهم بأرتفاع في الأسعار بقيمة 4.9% كما أغلقت أسواق الأوراق المالية في آسيا والمحيط الهادئ تعاملتها بأرتفاع في الأسعار بينما أنهت أسواق الأسهم الأوروبية تعاملتها بأنخفاض في الأسعار. أرتفعت أسعار النفط ب10% بينما أنخفضت الإيرادات على سندات الخزانة الأمريكية ل10 سنوات و 30 سنة إلى 0.70 % و 1.16% على التوالي. أعلن البنك المركزي الروسي عن نيتة لأطلاق مزاد لأتفاقية إعادة الشراء بقيمة 500 بليون روبل روسي، ذلك بالتوازي مع زيادة عمليات تبادل العملات الأجنبية بقيمة 5 بليون دولار أمريكي.كما أعلن رئيس الوزراء الأسترالي سكوت موريسون عن ضخ  مبلغ بقيمة 2.4 بليون دولار أسترالي لزيادة مصروفات الحكومة من أجل الأجراءات المضادة للوباء.
وفي الحادي عشر من مارس، كما أغلقت كلاً من أسواق الأوراق المالية في آسيا والمحيط الهادئ وأسواق الأسهم الأوروبية تعاملتهم بأنخفاض في الأسعار. وبالإضافة إلى ذلك، أنهت كلاً من مؤشر نازداك ومؤشر اس&بي 500 تعاملتهم بأنخفاض في الأسعار بقيمة 5% بينما أنهى مؤشر داو جونز الصناعي تعاملتة بأنخفاض في الأسعار بقيمة 6%. كما أنخفضت أسعار النفط ب4% وأنخفضت الإيرادات على سندات الخزانة الأمريكية ل10 سنوات و 30 سنة إلى 0.82 % و 1.33% على التوالي. بينما أنهى مؤشر بيوفيزبا البرازيلي تعاملتة بأنخفاض في الأسعار يتراوح بين 8.5% و 27% على مدار العام. ذلك وأنهى مرشر اس&بي/تي اس اكس  الكندي تعاملتة بأنخفاض في الأسعار يصل إلى 20%. وأعلن وزير الخزانة البريطاني ريشي كوشناي ضخ 30 بليون جنيهاً إنجليزي كمصروفات للحكومة على أن يتم استقطاع ما يقرب من 12 بليون جنيهاً إنجليزي منها للأجراءات المكافحة للوباء. كما أوضح بنك اليابان عن نيتة لزيادة عميلة الشراء لصناديق النقد المتداولة ليرتفع إلى 6 تريليون ين ياباني. كما أعلن وزير المالية الأندونيسي سري ميولاني عن رفع الضرائب عن الصناعات الأندونيسية أثناء تفشي الوباء. وأعلن رئيس الوزراء الأيطالي جيوسبي كونتو عن برنامج التحفيز المالي بقيمة 28 بليون دولار أمريكي.[بحاجة لمصدر]

### خطاب الولايات المتحدة الرئاسي
في الحادي والعشرون من مارس، ألقي رئيس الولايات المتحدة دونالد ترامب خطاب رئاسي للعامة. وأعلن الرئيس في خطابة، حظر السفر إلى أوروبا لمدة 30 يوماً جراء تفشي الوباء في أوروبا. وعلى الرغم من إعلان الرئيس في بداية الأمر، بأن الحظر شامل كل البضائع والمسافرين من وإلى أوروبا ولكنة أوضح بعد ذلك، إن الحظر يشمل المسافرين غير الحاملين للجنسية الأمريكية الذين سافرا إلى أي من دول الشينجن ال26 ولم يتضمن الحظر البضائع والسلع الأستهلاكية . لم يشتمل الحظر المملكة المتحدة وإيرلند، الذين تم ضمهما بعد ثلاثة أيام. صرح إحديكتاب جريدة بارون، إن أسعار مؤشر داو جونز الصناعي كانت أعلى ب300 نقطة قبل أن يدلي الرئيس بخطابة وأنخفضت بشكل كبير بعد الخطاب.

## الخميس الأسود
كان الخميس الأسود الموافق 12 من شهر مارس 2020، جزءاً من أكبر أنهيار بسوق الأسهم في عام 2020.عانت سوق الأسهم الأمريكية من أكبر نسبة أنهيار بسوق الأسهم خلال اليوم الواحد منذ أنهيار سوق الأسهم في 1987. أرتبط الخميس الأسود، بقلة ثقة المستثمرين في الرئيس الأمريكي دوناد ترامب عقب إعلانة حظر السفر من وإلى دول الشينغن لمدة ثلاثون يوما. بالأضافة إلى ذلك، قرر البنك المركزي الأوروبي، بقيادة كريستين لاجرد، عدم تخفيض سعر الفائدة  مما أدي إلى هبوط مؤشر اس & بي 500 ب200 نقطة في أقل من ساعة.
أعلن بنك أندونيسيا، زيادة  شراء السندات الحكومية في السوق المالية الحرة بقيمة 4 تريليون روبيا، بينما أعلن محافظ بنك أندونيسيا، بيري وارجيو، شراء بنك أندونيسيا للسندات الحكومية في السوق المالية الحرة بقيمة 130 تريليون روبيا منذ بداية العام وبقيمة 110 تريليون روبيا منذ نهاية يناير. بالرغم من أنحياز البنك المركزي الأوروبي لتخفيض سعر الفائدة على الودائع، لكنة أعلن زيادة شراء الأصول بقيمة 120 بليون يورو، بينما أعلن الأحتياطي الفيدرالي عن ضخ 1.5 تريليون دولار في السوق المالية الحرة. كما أعلن رئيس الوزراء الأسترالي سكووت موريسون عن برنامج التحفيز المالي بقيمة 17.6 بليون دولار أسترالي. وأعلن بنك الأحتياطي الهندي عن عملية تبادل العملات مقابل الدولار الأمريكي بقيمة 2 بليون دولار، وأعلن بنك الأحتياطي الأسترالي عن إعادة شراء السندات الحكومية بقيمة 8.8 بليون دولار أسترالي. وأعلن البنك المركزي البرازيلي عن طرح مواقع صرف العملات الأجنبية بقيمة 1.78 بليون دولار أمريكي.
أنهت أسواق الأوراق المالية في آسيا والمحيط الهادئ  تعاملتها بأنخفاض في الأسعار  كما أنهت أسواق الأسهم الأوروبية تعاملتها  بأنخفاض في الأسعار بقيمة 11% وذلك بالأضافة إلى مؤشر داو جونز الصناعي الذي أنهي تعاملتة بأنخفاض إضافي في الأسعار بقيمة 10%. وأنخفض مؤشر ناسداك كومبوزيت بقيمة 9.4% كما أنخفض مؤشر اس &بي 500 بقيمة 9.5% وحثت هذة الأنهيارات في سوق الأوراق المالية على إحداث عملية كبح التداول للمرة الثانية ببورصة نيويورك.

### التصادم
عانى كلاً من مؤشر داو جونز الصناعي الأمريكي ومؤشر اس&بي 500 من أعلى نسبة أنخفاض في الأسعار منذ أنهيار سوق الأسهم في 1987. وأنهار مؤشر فوتسي 100 البريطاني بقيمة 10.87%. كما أنخفض مؤشر اس&بي/تي اس اكس الكندي بقيمة 12%، الذي يعد أكبر أنخفاض لة منذ 1940. وأنهي مؤشر اف تي اس بي ام أي بي الأيطالي تعاملتة بأنخفاض في الأسعار بقيمة -16.92، وهو الأسوء في تاريخة. بينما أنهى مؤشر داكس الألماني تعاملتة بأنخفاض في الأسعار بقيمة 12.24% وأنهى مؤشر كاك الفرنسي تعاملتة بأنخفاض في الأسعار بقيمة 12.28%. كما أنهى مؤشر إيبوفيزا البرازيلي تعاملتة بأنخفاض في الأسعار بقيمة 14.78% وأنهى مؤشر نيفتي 50 في بورصة الهند الوطنية تعاملتة بأنخفاض في الأسعار بقيمة 7.89% ويعد ذلك أعلى ب20% من أقل مستوى انخفاض وصل لة. كما أنهى مؤشر بي اس أي سن سيكس في بورصة مومباي تعاملتة بأنخفاض في الأسعار بقيمة 2,919 إلى 32,778 نقطة. وأنهى مؤشر سوق الأسهم القياسي في بورصة جوهانسبرج تعاملتة بأنخفاض في الأسعار بقيمة 9.3%.
وفي كولومبيا، وصل سعر البيزوا إلى أعلى أنخفاض لة على الأطلاق امام الدولار الأمريكي، حيث أرتفع إلى 4000. وصل سعر البيزوا المكسيكي، إلى أعلى أنخفاض لة على الأطلاق امام الدولار الأمريكي، حيث أرتفع إلى 22.99 بيزوا. وأنهارت العملة المشفرة البيتكوين بنسبة 40%، في أعلى أنخفاض لها منذ 7 أعوام.

### الولايات المتحدة
حدثت عملية من كبح التداول في سوق الأوراق المالية الأمريكية،  مباشرة بعد بدء عملية البيع والشراء، مما أستدعى إيقاف التداول لمدة 15 دقيقة. وتم هذا الأيقاف، نتيجة حدوث أنهيار كبير في الأسعار بقيمة 7.2 %  في أقل من 15 دقيقة. وتم السيطرة على هذا التصادم، بعد إعلان بنك الاحتياطي الفيدرالي في نيويورك عن ضخ1.5 تريليون دولار أمريكي كقروض قصيرة-الأجل للبنوك في 12 حتى 13 مارس من الشهر الجاري ولكن سرعان ما أنخفضت الأسعار مرة أخرى. كما عانى مؤشر داو جونز الصناعي الأمريكي من أنخفاض في الأسعار بقيمة 2,353 نقطة. وتخطى هذا الأنهيار في أسعار مؤشر داو جونز الصناعي، الأنهيار الذي تم في يوم الأثنين الأسود، والذي حدث منذ بضع أيام قليلة.  وصرح الرئيس الأمريكي دونالد ترامب عن دفاعة عن إعلانة حظر السفر لدول الشينغن كما أوضح، إنة بتدخل البنك المركزي، ستتمكن سوق الأوراق المالية الأمريكية من استعادة خسائرها بشكل كبير.

## 13 مارس
وفي الثالث عشر من مارس، أنهت أسواق الأسهم الأوروبية تعاملتها  بأرتفاع  في الأسعار وأنهت أسواق الأوراق المالية في آسيا والمحيط الهادئ  تعاملتها بأنخفاض في الأسعار. بينما أنهى كلاً من مؤشر داو جونز الصناعي ومؤشر ناسداك كومبوزيت ومؤشر اس &بي 500 تعاملتهم بأرتفاع في الأسعار بقيمة 9%. وأنهى مؤشرأر تي أكس الروسي ببورصة موسكو تعاملتة بأنخفاض في الأسعار بقيمة 27% بينما أنهى مؤشر تداول ببورصة المملكة العربية السعودية تعاملتة بأنخفاض في الأسعار بقيمة 17%. كما أنهى المؤشر التركي ببورصة أسطنبول تعاملتة بأنخفاض في الأسعار بقيمة 15% بينما أنهى المؤشر المكسيكي تعاملتة بأنخفاض في الأسعار بقيمة 9%. وأرتفعت الإيرادات على سندات الخزانة الأمريكية ل10 سنوات و 30 سنة إلى 1% و 1.6% على التوالي. بينما أنهى المؤشر البرازيلي بسوق الأوراق المالية البرازيلية تعاملتة بأرتفاع في الأسعار بقيمة 13%. وأعلن الرئيس الأمريكي دونالد ترامب، إن جائحة فيروس كورونا تعتبر تهديد للصحة العامة الوطنية مما جعلة يخصص 50 بليون دولار أمريكي من مصروفات الحكومة للتدابير المضادة للفيروس.
كما صرح المتحدث الرسمي بأسم البيت الأبيض نانسي بيلوسي،  بأن مجلس النواب الأمريكي قد قرر تمرير قانون الأعتمادات اللاحقة ومشروع الإجراءات المضادة للجائحة ويتضمن ذلك تمديد الأجازات المرضية، وقد أعتمدة وإيدة الرئيس الأمريكي بعد أن عارضة في بداية الأمر. كما أعلن رئيس الوزراء الكندي جاستون توردوا، بقيام الحكومة الفيدرالية الكندية بمساعدة وزير المالية الكندي بيل مورنيو يقومان بالتحضير لبرنامج التحفيز المالي. كما صرح بنك كندا عن تخفيض سعر فائدة الودائع قصيرة الأجل ب50 نقطة إضافية.
وأعلن بنك الشعب الصيني عن تخفيض الاحتياطي القانوني بقيمة 50 إلى 100 نقطة عن نسبتة الحالية 12.5 % وضخ 79 بليون دولار أمريكي للمعروض النقدي. كما أعلن بنك اليابان عن ضخ 200 بليون ين ياباني لشراء السندات الحكومية. كما أعلنت وزارة المالية البرازيلية عن إلغاء كافة المزادات  المتعلقة ببيع السندات التي كانت ستقام الأسبوع القادم. كما صرح البنك المركزي الروسي بأنة سيقوم بشراء 6.8 بليون دولار أمريكي في خضم أتفاقيات إعادة الشراء. كما أعلن البنك المركزي لجمهورية تركيا عن ضخ  4.6 بليون دولار أمريكي في السوق الحرة لأعادة شراء السندات الحكومية. وأعلن وزير المالية الاندونيسي سري ميولاني عن برنامج التحفيز المالي بقيمة 8.1 بليون دولار أمريكي.

### الأثنين الأسود 2 (16 مارس)
خلال عطلة نهاية الأسبوع السابقة، أعلنت مؤسسة النقد العربي السعودي عن ضخ مبلغ 13 بليون دولار أمريكي للشركات الصغيرة والمتوسطة. كما أعلن رئيس جنوب أفريقيا ساريل رامافوسا عن برنامج التحفيز المالي. وأعلن الأحتياطي الفيدرالي عن تخفيض سعر الفائدة على الأموال الفيدرالية بقيمة 0-0.25%، تخفيض متطلبات الأحتياطي إلى الصفر وإطلاق برنامج التيسير الكمي بقيمة 700 بليون دولار أمريكي.
تراجع مؤشر داو جونز الصناعي بأكثر من 1000 نقطة كما تراجع مؤشر اس &بي 500 بقيمة 5%. وفي يوم الأثنين الموافق السادس عشر من مارس، أنهى كلاً من أسواق الأسهم الأوروبية وأسواق الأوراق المالية في آسيا والمحيط الهادئ تعاملتهم بأنخفاض في الأسعار. كما أنهى مؤشر داو جونز الصناعي ومؤشر ناسداك كومبوزيت ومؤشر اس &بي 500 تعاملتهم بأنخفاض في الأسعار بقيمة 12-13%. وأنخفضت أسعار النقط بقيمة 10% كما أنخفضت الإيرادات على سندات الخزانة الأمريكية ل10 سنوات و 30 سنة إلى 0.76% و 1.78% على التوالي.
وأنهى مؤشر كويب فوتيلتي تعاملتة بأعلى أرتفاع في الأسعار بقيمة 82.69 في السادس عشر من مارس. وأعلن بنك الاحتياطي الفيدرالي في نيويورك عن ضخ 500 بليون دولار أمريكي لأتفاقية إعادة الشراء خلال هذا اليوم. كما أعلن وزير المالية الأندونيسي سري ميولاني عن ضخ 22 تريليون روبا أندونيسي لبرنامج التحفيز المالي المتعلق بالضرائب. وخفض البنك المركزي لجمهورية تركيا متطلبات الأحتياطي من 8% إلى 6%. وبعد قيام البنك المركزي الروسي، بتخفيض سعر صرف العملة بقيمة 25 نقطة في السابع من فبراير. أعلن البنك المركزي الروسي، إنة سيقوم بالأبقاء على سعر صرف العملة على هذا المعدل بقيمة 6%. بينما أعلن بنك كوريا عن تخفيض سعر الفائدة على القروض ليوم واحد بقيمة 50 نقطة ليصل إلى 0.75%. وأعلن البنك الاحتياطي النيوزيلندي عن تخفيض سعر الفائدة الرسمي بقيمة 75 نقطة ليصل إلى 0.25%. كما أعلن البنك الوطني التشيكي عن تخفيض سعر الفائدة الرسمي بقيمة 50 نقطة ليصل إلى 1.75%.

## 24 مارس
| التاريخ                    | الإغلاق   | التغير    | التغير | مرجع    |
| التاريخ                    | الإغلاق   | الصافي    | %      | مرجع    |
| -------------------------- | --------- | --------- | ------ | ------- |
| قبل فتح السوق 2020-02-24   | 28,992.41 |           |        |         |
| 2020-02-24                 | 27,960.80 | −1,031.61 | −3.56  | [ 265 ] |
| 2020-02-25                 | 27,081.36 | −879.44   | −3.15  | [ 266 ] |
| 2020-02-26                 | 26,957.59 | −123.77   | −0.46  | [ 267 ] |
| 2020-02-27                 | 25,766.64 | −1,190.95 | −4.42  | [ 268 ] |
| 2020-02-28                 | 25,409.36 | −357.28   | −1.39  | [ 269 ] |
| قبل إغلاق السوق 2020-02-28 | 25,409.36 | −3,583.05 | −12.36 | [ 270 ] |